# أوليفر جولد سميث
تتكلم هذه المقالة عن الكاتب والشاعر الإنجليزي - الأيرلندي الذي عاش في القرن الثامن عشر.

" Oliver Goldsmith " أوليفر جولد سميث (10 نوفمبر 1730 - 4 أبريل 1774) روائي إنجليزي - أيرلندي، كاتب مسرحي وشاعر، مشهوراً بروايته قـس ويكفيلد " The Vicar of Wakefield 1766 ", وقصيدته الرعويّة القرية المهجورة "The Deserted Village1770", ومسرحياته الرجل الطيب " The Good-Natur'd Man 1768 " وتَمسكَنت فَتمكَنت " She Stoops to Conquer 1771 " التي أديت لأول مره في عام 1773م. كما كتب أيضاً تاريخ الأرض والطبيعة المتحركة "An History of the Earth and Animated Nature". ويُعتقد بأنه قد كَتب حكاية الأطفال الكلاسيكية تاريخ حذاءي جودي الصغيرة "The History of Little Goody Two-Shoes" .

## سيرته الذاتية
تاريخ ميلاد جولد سميث غير معروفٌ على وجه اليقين، وفقا لملف الوثائق في «مكتبة الكونغرس», فقد قال لكاتب السيرة الذاتية انه ولد في 10 نوفمبر
عام 1728. بالإضافة إلى ان موقع مسقط رأسه غير مؤكد أيضاً. فهو إما ولد في بالاس، قرب باليماهون، في مقاطعة لونجفورد Longford في أيرلندا، حيث كان والده من اتباع الكنيسة، أو في مقر اقامة جديه لأمه في منزل هيل سميث في أبرشية ألفين، في مقاطعة روسكومون Roscommon حيث كان جدة أوليفر جونز قس ومدير مدرسة ألفين الأبرشية. عندما كان في الثانية من عمره، عين والده راعياً للأبرشية في كيلكني وست Kilkenny West في مقاطعة وستميث Westmeath . انتقلت عائلته إلى بارسوناجي في ليسوي والتي تقع بين أثلون وباليماهون، واستمروا بالعيش هناك حتى وفاة والده في عام 1747م.
في عام 1744 دخل جولد سميث كلية ترينتي في دبلن Trinity . كان معلمه يُدعى ثيكر وايلدر Theaker Wilder . وبسبب إهماله لدراسته في علم اللاهوت (الكهنوت) والقانون ادى ذلك إلى عدم توفقه فيها. تخرج جولد سميث بدرجة البكالوريوس في الآداب في عام 1749م ولكن دون الانضباط الذي اكسبه العمل في مهنة الكهنوت أو القانون وعلى ما يبدوا فأن تعليمه اعطاه ذوق في اختيار الملابس والقدرة على لعب الورق وغناء الأغاني الأيرلندية والعزف على الناي. عاش جولد سميث لفترة قصيرة مع والدته، محاولاً العمل في مِهن مختلفة ولكنه لم ينجح، فذهب لدراسة الطب في جامعة إدنبرة Edinburgh , وجامعة ليدن Leiden , بعد ذلك انطلق جولد سميث في رحلة سيراً على الأقدام إلى فلاندرز وفرنسا وسويسرا وشمال إيطاليا متجولاً يعزف على الناي ويغني.
في عام 1756م استقر في لندن حيث عمل لفترة وجيزة في وظائف مختلفة بما في ذلك مساعد صيدلاني ومدرس في المدرسة. وبسبب ديونه المتراكمة وإدمانه على القمار، قام جولد سميث بإنتاج أعمالاً كثيرة ككاتب لناشري لندن غير ان عمله المضني والشاق اكسبه شراكة صمويل جونسون الذي كان بدوره عضواً مؤسسا لـ «النادي». أدى الجمع بين عمله الأدبي وأسلوب حياته الماجنة إلى اعطائه لقب المُلهَم الأحمق من قبل هوراس ولپول " Horace Walpole ". وخلال هذه الفترة استخدم جولد سميث الاسم مستعار لزميله جيمس ولنجتون " James Willington " (وهو طالبٌ في ترينيتي) لنشر ترجمة السيرة الذاتبة لهاجينوت جان مارتيل " Huguenot Jean Marteilhe " في عام 1758م.
وَصَف معاصريّ جولد سميث بأنه عرضة للحسد ذو شخصية متجانسة ولكن متهوره وفوضوية لتفويته الرحلة عندما خطط مره من المرات الهجرة إلى أمريكا وفشل.
في عام 1774 , قيل إن وفاته المبكرة ترجع جزئياً بسبب خطأ في التشخيص بالتهاب كلوي. وقد دفن في كنيسة تمبل في لندن. منحوتاً على قبره: «هنا يرقد / اولفر جولد سميث». بني له نصب تذكاري في مركز باليماهون Ballymahon وآخر في دير وستمنستر Westminster مع مرثية كتبها صمويل جونسون Samuel Johnson .

## أعماله

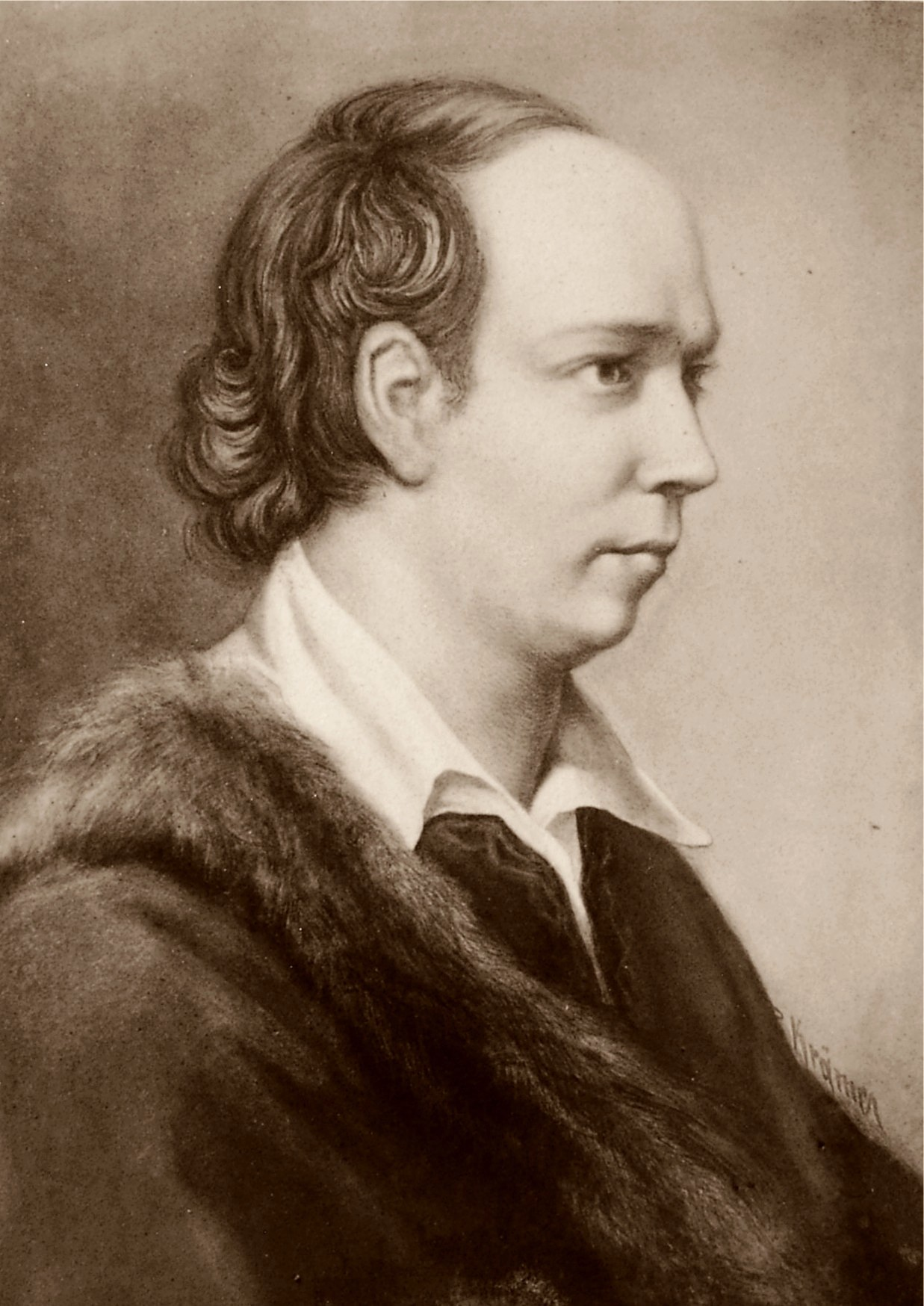

### شُعوب العالم
بدأ جولد سميث في عام 1760م بنشر سلسلة من الرسائل في مجلة " the Public Ledger " تحت عنوان شُعوب العالم. تتناول هذه الرسائل تعليقات ساخره وأحيانا بتزمت على المجتمع البريطاني وسلوكياته باستخدام المنظور الخيالي الخارجي، زعماً بأن كاتبها رحالةٌ صيني في إنجلترا يدعى بـ «ليان تشي». واستوحى هذه الفكرة من سلسلة رسائل فارسية سابقة التي كتبها تشارلز دي سيكوندات , البارون دي مونتسكيو.

### النـاسك
في عام 1765م كتب جولد سميث قصه غنائية رومانسية تتألف من 160 سطر. البطل إدوين شاب لا يملك الثروة أو السلطة، والبطلة أنجيلينا ابنة أحد الولاة (بجانب تاين). تزدري انجيلينا كثيراً مِمَن يتوددون إليها إلا انها ترفض ان تصرح بحبها للشاب إدوين. «مستاءة جداً بسبب ازدرائي،», أختفى إدوين واصبح ناسك. ذات يوم، ظهرت انجيلينا وهي مرتدية ملابس صبي في معبده وبدون أن تتعرف عليه اخبرته بقصتها. فقام إدوين بالكشف عن هويته الحقيقة، ولم يفترقوا بعدها ابداً. البارز في هذه القصيدة هو طريقته المثيره للاهتمام في تصويره للناسك مولعاً بالعالم الطبيعي وعزلته البرية لكنه محتفظاً بلطفه وسلوكه المتعاطف تجاه الآخرين، على اية حال، إدعى الناسك إدوين «رفضه للجنس الآخر», تماشيا مع التقاليد النُسكية. تظهر هذه القصيدة تحت عنوان «قصه غنائية», والتي غنتها شخصية السيد بورشل في رواية جولد سميث قس ويكفيلد The Vicar of Wakefield في الفصل الثامن. 

### القرية المهجورة
شهد جولدسميث عام 1760م تهديم قرية قديمة وتدمير مزارعها لمسح اراضيها حتى تصبح حديقة لرجل ثري. وفي عام 1770م نشر قصيدته «القرية المهجورة» معبراً فيها عن مخاوفه من ان تدمير القرى وتحويل الأراضي من المزراع الإنتاجية إلى حدائق ومناظر طبيعية مزخرفه من شأنها أن تدمر الفلاحين.
أَطلَق في قصيدته على القرية المدمره اسم «أوبورن الحلوة» فـ جولد سميث لم يقم بالكشف عن القرية الحقيقية. ومع ذلك فإنه اشار بأنها تقع على بعد 50 ميلا (80 كم) من لندن لذا فـالكثير اعتقدوا بأنها نونهام كورتيناي Nuneham Courtenay في أكسفوردشير، والتي قام سيمون هاركورت ايرل هاركورت الأول " Simon Harcourt " بتدميرها والانتقال ميلاً واحد (1.6 كم) لجعل الحديقة مركزاً لبيته الجديد نونهام.
وقد نُقش على تمثاليّ الملكة فيكتوريا والأمير ألبرت في ساكسون دريس Saxon Dress  سطراً من القرية مهجورة «مخدوعاً بعوالم أكثر اشراقاً وانساق للطريق».
في أيرلندا كان باعتقادهم أن قرية غلاسون Glasson هي القرية المذكورة في القصيدة. فاللافتات المتواجدة حول القرية تشير إلى ارتباطها بأوليفر جولد سميث. كما أن القرية وُصفت بـ «قرية الورود» حيث يظهر بالقصيدة قرية غلاسون كـ «أوبورن الحلوة» والتي تعني «الورود» في عام 1800م كانت قرية غلاسون مشهورة بورودها وعقاراتها المحلية، فقد قيل بأن روبرت تمبل Robert Temple كان يتجول حول القرية ويعطي الجوائز لأفضل المنازل المعروضة.
في الثقافة العامة لالولايات المتحدة (وبالتحديد ولاية ألاباما), السطر الأول من القصيدة «أوبورن الحلوة، أجمل قرية في السهول» هو الأساس لمصطلح «ساكنيّ سهول أوبورن» والمستخدم للإشارة إلى طلاب جامعة أوبورن Auburn بالإضافة إلى انه المصدر لأسم صحيفة طلاب الجامعة.
كتب أوستن دوبسون Austin Dobson في عام 1887م عن' القرية المهجورة ' ، أنه بتعاطفها مع الإنسانية فهي أعلى قيمة كعمل فني من قصيدته الناجحة ' المسافر The Traveller ' 

### أعماله الأخرى
- الأعمال الشعرية الكاملة لأوليفر جولد سميث (طبعة) أوستن دوبسون، عام 1887م، نُشر الكتاب الإليكتروني في مارس 2011م ASIN B004TP31VM
- نشرت القصيدة الساخرة، رثاء كلب مسعور " An Elegy on the Death of a Mad Dog " في عام 1766م.
- يُعتقد بأن جولد سميث قد كَتَب حكاية الأطفال الكلاسيكية «تاريخ حذاءي جودي الصغيرة The History of Little Goody Two-Shoes» .

## ذكريات من حياة أوليفر جولد سميث

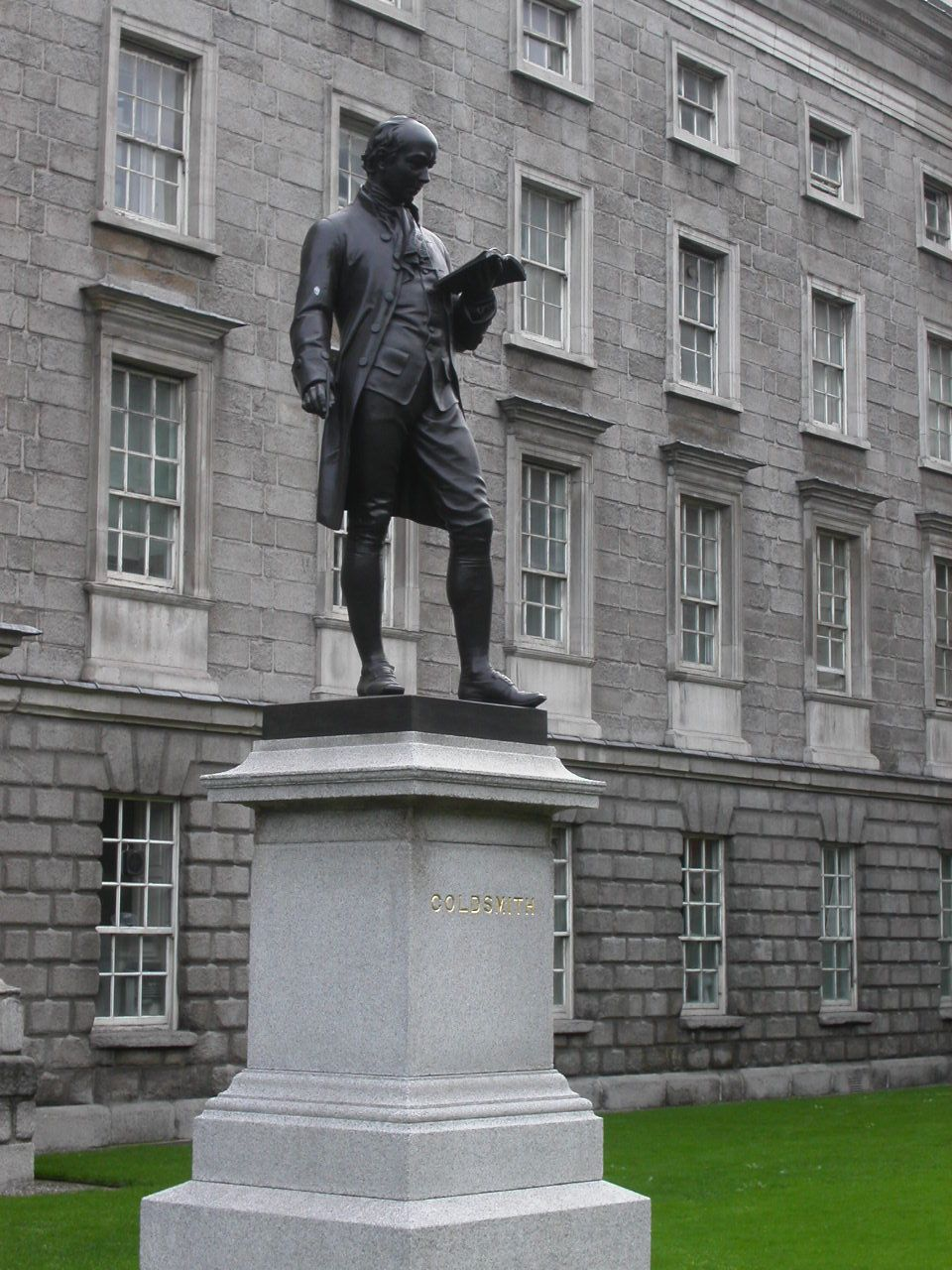
تمثال لـ جولدسميث في كلية ترينتي, دبلن.

عاش جولد سميث في كينغزبري Kingsbury , وفي شمال غرب لندن مابين عام 1771م و 1774م، حَمَلت مدرسة أوليفر جولدسميث الابتدائية وطَرِيق جولدسميث اُسمه.
في مسرحية هوارد زين «ماركس في سوهو Marx In Soho» , أشار ماركس إلى قصيدة جولدسميث، القرية المهجورة .
يقف تمثالٌ له أمام كلية ترينيتي Trinity في دبلن، صَانعهُ جون هنري فولي JH Foley (انظر للصورة).
أُعطي اسمه إلى مسرح المحاضرة الجديد ومساكن الطلبة في الحرم الجامعي لكلية ترينيتي Trinity : قاعة جولد سميث.
استخدم سومرست موم Somerset Maugham السطر الأخير من قصيدة رثاء كلب مسعور في روايته «الحجاب الملوّن The Painted Veil» والتي نشرت في عام 1925م. «والكلب هو الذي مات» كانت آخر الكلمات التي قالها وآلتر فآن Walter Fane وهو شخصية في الحجاب الملوّن.
سميت أوبورن، ألاباما وجامعة أوبورن نسبةً إلى السطر الأول من قصيدة جولد سميث: «أوبورن الحلوة، أجمل قرية في السهول» . وما زالت أوبورن يشار اليها بـ 'أجمل قرية في السهول' .
يـوجد تمثالاٌ له في باليماهون Ballymahon بـ مقاطعة لونجفورد Longford .
أُطلِق على مترو الأنفاق رقم 16 في لندن بـأوليفر جولد سميث، والذي أُستُخدِم على خط متروبوليتان Metropolitan line في مترو أنفاق لندن حتى عام 1962م.
لونجفورد مستنده على فرقة جولد سميث والتي سميت باسم الكاتب الشهير.
سُميَت مكتبة معهد أثلون للتكنلوجيا بـ «مكتبة جولد سميث».

## في الثقافة العامة
اقتبست الشخصيتان الكوميديتان في الخزامى هيل الغوغاء The Lavender Hill Mob عام 1951م نكتة خفيفة من قصيدة جولد سميث «المسافر The Traveller», لأن حبكة الفلم تتضمن إعادة صياغة الذهب المسروق.
اُخِذ مسمى المدونة الأيرلنديه «القرية المهجورة» من قصيدة جولد سميث. وقد شارك في تأسيسها مواطن من باليماهون ديفيد كولن www.desertedvillage.com David Colohan

## وصلات خارجية
- أوليفر جولد سميث على موقع IMDb (الإنجليزية)
- أوليفر جولد سميث على موقع الموسوعة البريطانية (الإنجليزية)
- أوليفر جولد سميث على موقع ميوزك برينز (الإنجليزية)
- أوليفر جولد سميث على موقع قاعدة بيانات برودواي على الإنترنت (الإنجليزية)
- أوليفر جولد سميث على موقع إن إن دي بي (الإنجليزية)
- أوليفر جولد سميث على موقع ديسكوغز (الإنجليزية)
- مؤلفات Oliver Goldsmith في مشروع غوتنبرغ
- أوليفر جولد سميث على موقع فايند أغريف